# Лапина, Ольга Ивановна
О́льга Ива́новна Ла́пина (р. 1959, Москва, СССР) — советский и российский архитектор. Главный архитектор Обнинска (с 2012).

## Биография
Ольга Лапина родилась в 1959 году в Москве в семье студентов. Отец Ольги через год окончил Московский энергетический институт и получил распределение в Обнинск Калужской области, куда переехала вся семья.
Окончила обнинскую общеобразовательную школу № 5 с золотой медалью и детскую художественную школу.
Училась в Московском архитектурном институте, после окончания которого в 1982 году вернулась в Обнинск и работала архитектором-проектировщиком в Управлении капитального строительства Физико-энергетического института.
С 1990 года работала в творческой мастерской Владимира Шкарпетина «Обнинскархпроект».
С 2004 по 2010 год была заместителем главного архитектора Обнинска Ольги Ашвариной. В 2010 году вместе с ней оставила свою должность и ушла из Администрации города Обнинска.
Я ушла из управления вслед за Ольгой Ашвариной, с которой к тому моменту проработала 28 лет и которую безмерно уважаю. Просто не считала для себя возможным занять её место только потому, что так сложились обстоятельства.
В 2010—2012 годах работала в частной строительной компании, оказывая консультационные услуги по подготовке разрешительной документации для строительства объектов.
В 2012 году заняла должность главного архитектора Обнинска, пустовавшую два года после ухода Ашвариной.
Вернулась я потому, что очень скучала по коллективу. Кроме того, меня звали обратно, да и в самом управлении произошли позитивные перемены.

## Участие в творческих и общественных организациях
- Член Союза архитекторов России[1]

### Интервью
- Валуева Лариса. Главный архитектор Обнинска Ольга Лапина: «Я на стеклозаводе не работала!» // Вы и мы. — 21 июня 2012 года.
- Колотилина Елена. Ольга Лапина: Город без Генплана — как человек без паспорта // Обнинская газета. — 22 января 2013 года. — № 1 (40).

### Статьи
- Красота по-обнински // НГ-регион. — 13 июля 2012 года. — № 27 (964). Архивировано 19 октября 2013 года.